# Haruki Umemura
Haruki Umemura (梅村 晴貴 Umemura Haruki?, nacido el 14 de mayo de 1995 en Shizuoka) es un futbolista japonés que se desempeña como centrocampista.

## Trayectoria

### Clubes
| Club                | País  | Año         |
| ------------------- | ----- | ----------- |
| Kataller Toyama     | Japón | 2014 - 2017 |
| J. League sub-22    | Japón | 2014        |
| FC Maruyasu Okazaki | Japón | 2015        |

## Estadística de carrera

### J. League
| Club             | Año   | J. League | J. League | Copa J. League | Copa J. League | Total | Total |
| Club             | Año   | Part.     | Goles     | Part.          | Goles          | Part. | Goles |
| ---------------- | ----- | --------- | --------- | -------------- | -------------- | ----- | ----- |
| Kataller Toyama  | 2014  | 0         | 0         | -              | -              | 0     | 0     |
| Kataller Toyama  | 2015  | 0         | 0         | -              | -              | 0     | 0     |
| Kataller Toyama  | 2016  | 0         | 0         | -              | -              | 0     | 0     |
| Kataller Toyama  | 2017  | 0         | 0         | -              | -              | 0     | 0     |
| J. League sub-22 | 2014  | 2         | 0         | -              | -              | 2     | 0     |
| Total            | Total | 2         | 0         | 0              | 0              | 2     | 0     |